# Беккер, Хельмут
Гельмут Герман Беккер (нем. Hellmuth Becker; 12 августа 1902 — 28 февраля 1953) — бригадефюрер СС и генерал-майор войск СС (с 1 октября 1944 года), последний командир 3-й танковой дивизии СС «Мёртвая голова», кавалер Рыцарского креста с Дубовыми листьями. Расстрелян в 1953 году в советском плену как военный преступник.

## Ранняя жизнь и служба в Рейхсвере
Гельмут Беккер родился в маленьком городке Альт-Руппин (провинция Бранденбург) 12 августа 1902 года в семье маляра.
В августе 1920 года Беккер поступил на службу в Рейхсвер рядовым 5-го (прусского) пехотного полка, дислоцированного в соседнем Нойруппине. Вскоре он был направлен на курсы переподготовки и после их окончания произведен в унтер-офицеры, а в 1928 году произведен в штабс-фельдфебели и переведен в размещавшийся в Штеттине штаб командующего артиллерией II военного округа. В августе 1932 года истек срок двенадцатилетнего контракта Беккера и в 30 лет он остался без работы, без профессии и без средств к существованию.

## Начало карьеры в СС
27 февраля 1933 года в Шттетине Гельмут Беккер вступил в СС (билет № 113 174), а несколько позже в НСДАП (билет № 1 592 593). Вскоре после вступления в СС он был назначен адъютантом дислоцированного в Грейфсвальде 74-го штандарта СС в звании обершарфюрера СС. В марте 1934 года Беккер был произведен в гауптшарфюреры СС, а 17 июня 1934 года он получил первое офицерское звание — унтерштурмфюрера СС.
Проходил службу в частях усиления СС (SS-Verfugungstruppe) в качестве военного инструктора и адъютанта 2-го батальона 3-го штандарта (полка) СС (позже он стал известен как штандарт «Германия»). В феврале 1935 года Беккер получил очередное звание оберштурмфюрера СС, а затем перешел в 1-й штандарт «Верхняя Бавария» соединения «Мертвая голова», расположенного близ концентрационного лагеря Дахау командиром 9-го штурма (роты), в задачу которого входила подготовка пополнения для всего
штандарта. В 1936 году Беккер был произведен в гауптштурмфюреры СС и назначен командиром 1-го штурмбанна своего штандарта. В этом же году — 9 ноября — он получил еще одно повышение и стал штурмбаннфюрером СС, а 30 января 1938 года стал оберштурмбаннфюрером СС.

## Участие в европейских военных кампаниях
В 1938 году Беккер был включён в состав подразделения штандарта, которое было использовано в составе немецких войск в ходе операций по аншлюсу Австрии, занятию Судетской области и оккупации Чехии. Его штурмбанн был придан сухопутным войскам как 1-й батальон СС Судетского добровольческого корпуса (Sudetendeutschen Freikorps).
С началом Польской кампании 1939 года штандарт «Верхняя Бавария», в который входил штурмбанн Беккера, следовал за регулярными частями вермахта, проводя «зачистку» захваченной территории. Штандарт действовал в зоне ответственности 10-й армии под командованием генерала Вальтера фон Рейхенау, то есть в Верхней Силезии.
После того как в октябре 1939 года была сформирована дивизия СС «Мёртвая голова», штандарт «Верхняя Бавария» полностью вошел в состав дивизии, и на его основе был сформирован 1-й пехотный полк СС «Мёртвая голова», Беккер сохранил свой прежний пост и стал таким образом командиром 1-го батальона полка.
Участвовал во Французской кампании 1940 года. Награждён Железным крестом 1-го и 2-го класса.

## Участие в военной кампании против СССР
В июне 1941 года Беккер был назначен командиром мотоциклетного батальона дивизии. В этом качестве принимал участие в операции «Барбаросса» в составе Группы армий «Север». 27 октября 1941 года он принял на себя командование 3-м пехотным полком дивизии СС «Мёртвая голова».
После окружения дивизии в Демянском котле в январе 1942 года, под командованием Беккера на базе его полка и приданных частей в апреле 1942 года была сформирована боевая группа (Kampfgruppe). Боевая группа Беккера до ноября 1942 года успешно отбивала все атаки противника, не дав ему возможность перекрыть жизненно необходимый для окруженной группировки Рамушевский коридор. Заслуги Беккера были высоко оценены командованием, и 26 сентября 1942 года он был награждён Германским крестом в золоте и произведен в штандартенфюреры СС.
В октябре 1942 года остатки дивизии «Мёртвая голова» были отправлены на отдых во Францию, где началось переформирование дивизии в моторизованную. В связи с изменением статуса дивизии полк Беккера получил новое название — теперь он стал называться 3-м моторизованным полком СС, а позже — при проведении очередной реорганизации и общего упорядочения номеров полков — 6-м моторизованным полком СС. После гибели 26 февраля 1943 года бессменного командира дивизии «Мёртвая голова» Теодора Эйке, полк Беккера стал именоваться 6-м моторизованным полком СС «Теодор Эйке».
В качестве командира полка принимал участие в боях за Харьков, сражении на Курской дуге и на Миус-фронте.
В ноябре 1943 года был направлен в Италию, где участвовал в формировании 16-й моторизованной дивизии СС «Рейхсфюрер СС». 13 ноября 1943 года Беккер вступил в командование 36-м моторизованным полком СС. Однако фактически как воинской части полка (как впрочем и дивизии) еще не существовало, и Беккер возглавил все мероприятия по его формированию.
21 июня 1944 года Гельмут Беккер был произведен в оберфюреры СС и принял командование 3-й танковой дивизией СС «Мёртвая голова», став последним командиром этого подразделения. 1 октября 1944 года он был произведен в звание бригадефюрера СС и генерал-майора войск СС.
В качестве командира дивизии участвовал в оборонительных боях немецких войск в Польше, затем в районе озера Балатон в Венгрии, и на территории Австрии — в том числе в обороне Вены.

## Советский плен и смерть
9 мая 1945 года, проведя остатки дивизии, понесшей большие потери, через всю Австрию, сдался в плен частям 3-й армии США в австрийском городе Цветль в количестве одной тысячи личного состава и двух танков. Перед сдачей в плен по требованию американского командования приказал капитулировать охранникам СС лагеря смерти Маутхаузен. В соответствии с ялтинскими договоренностями о передаче военных преступников советской стороне, передан американским командованием вместе с дивизией СССР, содержался в Полтавской тюрьме. 29 ноября 1947 года на судебном процессе в Полтаве по делу военнослужащих дивизии СС «Мёртвая голова» военным трибуналом войск МВД Киевского военного округа приговорен к 25 годам заключения в лагерях. Содержался в Воркутинском ИТЛ. Как убежденный нацист, пытался организовать саботаж работ, за что был повторно осужден по соответствующему обвинению. 9 сентября 1952 года военным трибуналом Донского военного округа приговорен к расстрелу. 28 февраля 1953 года приговор был приведен в исполнение. Беккер как военный преступник не подлежит реабилитации.

## Производства во время войны
- оберштурмбаннфюрер СС (30 января 1938)
- штандартенфюрер СС (26 сентября 1942)
- оберфюрер СС (21 июня 1944 года)
- бригадефюрер СС и генерал-майор ваффен СС (1 октября 1944)

## Высшие награды
- Железный Крест 2-го класса (24 мая 1940)
- Железный Крест 1-го класса (22 июня 1940)
- Немецкий крест в золоте (26 сентября 1942)
- Рыцарский крест Железного креста (7 сентября 1943)
- Рыцарский крест с дубовыми листьями (21 сентября 1944)
- Медаль «В память 13 марта 1938 года»
- Медаль «В память 1 октября 1938 года»
- Медаль «За зимнюю кампанию на Востоке 1941/42»
- Упоминание в Вермахтберихт (1 февраля 1945)
- Почетная шпага Рейхсфюрера СС
- Кольцо «Мёртвая голова»